# (13433) Phelps
(13433) Phelps est un astéroïde de la ceinture principale.

## Description
(13433) Phelps est un astéroïde de la ceinture principale. Il fut découvert le 3 novembre 1999 à Socorro (Nouveau-Mexique) par le projet LINEAR. Il présente une orbite caractérisée par un demi-grand axe de 2,38 UA, une excentricité de 0,18 et une inclinaison de 5,2° par rapport à l'écliptique.

## Compléments